# YMCA

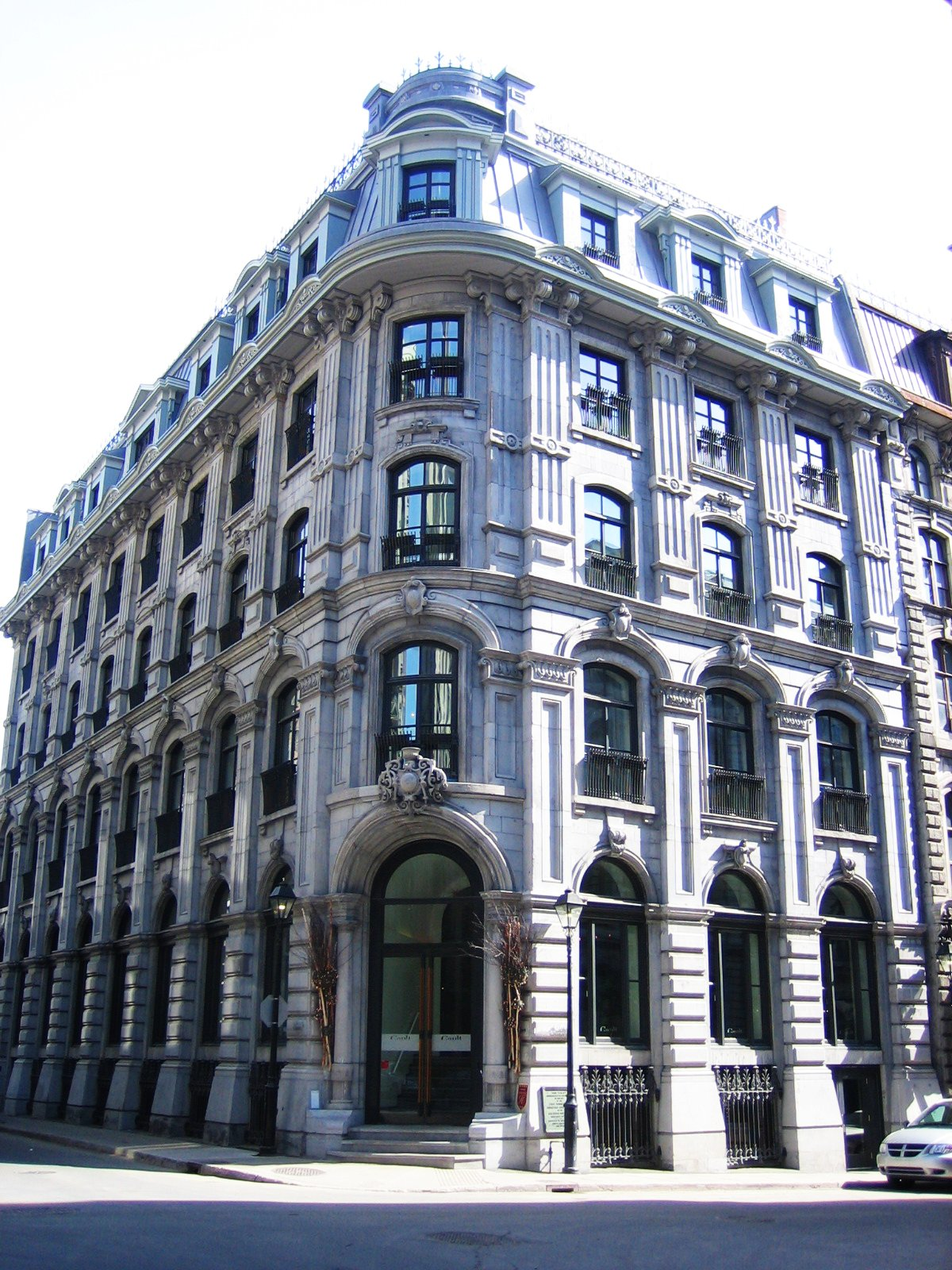
Az első YMCA székház az amerikai földrészen: Montrealban

A Young Men's Christian Association (YMCA)  és testvérszervezete, a Young Women's Christian Association (YWCA) egy világméretű mozgalom több mint 45 millió fővel. Magyar fordításban: Fiatalok Keresztény Egyesülete.
124 nemzeti szövetségi tagja van a World Alliance of YMCA-nak. Angliában George Williams 1844. június 6-án alapította. A szervezet célja az volt, hogy a keresztény elveket a gyakorlatban is megvalósítsa. Három alapelvük az „egészséges szellem, egészséges elme és egészséges test”. A szervezet mindenki számára nyitott, kortól, nemtől, társadalmi illetve vallási hovatartozástól függetlenül.[forrás?]
A YMCA/YWCA első magyar szervezete 1883-ban alakult meg Budapesti KIE (Keresztyén Ifjak Egyesülete) néven. A második világháború után feloszlatott szervezetet 1990-ben alakították újra Magyarországi Keresztény Ifjúsági Egyesület (MKIE) névvel. Az Erdélyi IKE 1926-ban alakult.
A YMCA/YWCA alapdokumentuma az ún. Párizsi Alap 1855-ből.